# Курос
Курос (грч. κοῦρος, младић) је тип статуе младића карактеристичан за архајски период грчке скулптуре (650. п. н. е. — 500. п. н. е.). Први куроси су израђивани од дрвета и нису се очували до данас. Од 7. века п. н. е. Грци су их вајали у камену алаткама од гвожђа. Куроси од мермера су израђивани на острвима Парос и Самос.
Овај термин се од краја 19. века користи да опише скулптуру нагог човека. Тада се сматрало да све ове статуе представљају бога Аполона.
Скулптуре куроса су се појавиле у грчкој уметности под утицајем древног Египта. То се види из њихових укочених поза које подсећају на скулптуре египатских краљева. Грци су видели те статуе у Египту где су одлазили ради трговине. Куроси увек закорачују левом ногом, десна је ослонац у позадини, док су руке у ставу као да нешто нуде.
Куроси су увек наги и представљају младића адолесцента. Изрази њихових лица указују на културне утицаје са Крита: косе су им често уплетене на начин популаран у Минојској цивилизацији, док су им очи рађене у египатском маниру који је копија критског узора. Каснији примерци куроса су представљени у опуштенијим позама.
У прво време веровало се да куроси имају магичну моћ. Постоје докази из 7. века п. н. е. који потврђују да су куроси имали улогу поклона храмовима или споменика на грбољима. О њиховој функцији обично је сведочио натпис на пиједесталу. Израду куроса су могли да плате само врло богати аристоктаре.
Сматра се да куроси никада нису имали функцију представљања реалне особе (портрета).
У 6. веку п. н. е. куроси су вајани у мермеру и у огромним димензијама, три до четири пута већим од природних. Највећи очувани куроси су подигнути на Самосу за време тиранина Поликрата. Високи су 5 метара. 
После шестог века п. н. е. скулптуре куроса су почеле да излазе из моде, а замениле су их реалистичније представе људи. Ово време је обележио и прелазак друштва из аристократског на демократско уређење.